# Zaheer Khan
Zaheer Khan (nacido el 7 de octubre de 1978) es un exjugador de cricket indio que jugó todas las formas del juego para el equipo nacional indio de cricket desde 2000 hasta 2014. Fue el segundo jugador indio con más éxito en Cricket de prueba, detrás de Kapil Dev. Khan comenzó su carrera doméstica jugando para Baroda. En los primeros años de su carrera, Khan era conocido por su hostil costura y ritmo de bolos, especialmente los yorkers rápidos y perfectos. [2]
En un intento por mejorar sus bolos, Khan se mudó a Inglaterra para un período corto con Worcestershire en 2006. Un jugador de bolos medio-rápido de brazo izquierdo, era conocido por su habilidad de "mover el balón en ambas direcciones y bola vieja a cierto ritmo ". [3] Khan continúa sobresaliendo en el swing inverso con la pelota vieja. [4] [5]
Es elogiado por sus actuaciones en campos planos subcontinentales y el control de diferentes tipos de bolas de cricket. [Citación necesitada] Fue uno de los miembros clave del equipo ganador de la Copa Mundial ODI 2011, liderando el ataque de ritmo con 21 terrenos en solo 9 juegos. En 2011 recibió el Premio Arjuna, el segundo premio deportivo más importante de la India otorgado por el presidente de la India. La carrera de Khan también se destaca por lesiones recurrentes, que a menudo interrumpieron su progreso a nivel internacional. Esa es también la razón por la que Zaheer ha creado ProSport Fitness & Services, un centro especial de rehabilitación y capacitación en asociación con Adrian Le Roux y Andrew Leipus.
Khan fue seleccionado como uno de los jugadores de críquet Wisden del año en 2008. Zaheer Khan anunció su retiro del cricket internacional en octubre de 2015. [6] También jugó para Worcestershire en County Cricket y jugó para Mumbai y Delhi Daredevils en cricket nacional indio.
Él anunció su retiro del cricket internacional el 15 de octubre de 2015.

## Vida personal
Nació el 7 de octubre de 1978 en Shrirampur, Maharashtra, India a los padres Zakia y Bakhtiyar Khan. Tiene un hermano mayor Zeeshan y hermano más joven Anees. Zaheer Atendió el Nuevo Marathi escuela Primaria y el K. J. Somaiyya Escuela secundaria en Shrirampur. Él también participó en el Críquet de Colonia de Ingresos local Club (RCC) en Shrirampur después de que comenzó su carrera en Pune.
El 24 de abril de 2017, anuncie en su cuenta de Twitter que está comprometido con la actriz Sagarika Ghatge. El día se casó el 23 de noviembre de 2017.

## Carrera doméstica
En críquet doméstico indio, Zaheer hizo su nombre que juega para Baroda. En el 2000/01 Ranji final de Trofeo contra Ferrocarriles, Zaheer era Hombre del Partido con ocho wickets, incluyendo un segundo innings recorrido de 5/43, en Baroda Estrecho 21-victoria corrida. Transfiera a Mumbai en el inicio del 2006-07 críquet indio condimenta su debut para Mumbai hasta la final del Ranji Trofeo en qué tome 9 terrenos como Mumbai vencido Bengal.
En 2005 Zaheer firmado para Worcestershire Club de Críquet del Condado en Inglaterra cuando el jugador era extranjero, reemplazando a Shoaib Akhtar. A pesar de que Worcestershire fue en para perder el partido, Zaheer tomó diez wickets contra Somerset encima debut; en hacer tan devenga el primer Worcestershire jugador para tomar 10 wickets encima debut para encima 100 años. En junio tomó el primer nueve wickets para caer en el primer innings contra Essex, acabando con 9 @ -138; tenido wicket-keeper Steven Davies no se dio por vencido por último hombre Darren Gough haya devenido el primer boller nunca para tomar todo diez para el condado.
Khan Ha jugado el Real Challengers así como los indios Mumbai antes de que esté elegido para la Delhi Daredevils en la 2015 subasta. Ha captained el Daredevils en 2016 y 2017. En 2017 estación, Zaheer devenía el 10.º jugador de bolos en la historia y 8.º jugador de bolos indio, para elegir 100 terrenos en Premier League india. En la edad de 38, es el jugador más viejo para conseguir esta hazaña.

## Carrera internacional
Debut days Zaheer fue seleccionado en 2000 para la primera admisión de la Academia Nacional de Cricket en Bangalore. [14] Hizo su debut en la prueba contra Bangladesh y el debut de ODI contra Kenia durante el Trofeo ICC KnockOut en el mismo año. [3]
Luchando forma [editar fuente]
A finales de 2005, los seguidores Sreesanth y R. P. Singh hicieron su debut internacional y se convirtieron en miembros regulares del equipo indio, lo que dificultó que Zaheer mantuviera su posición en los once juegos. La Junta de Control de Cricket en India degradó a Zaheer de un grado B a un contrato de grado C a finales de año. Volvió para la gira de 2005 por Pakistán, donde India envió tres hombres de brazo izquierdo y tuvo dificultades para despedir a Pakistán con una falta de variedad en el ataque a los bolos. Recuerda al equipo. A fines de 2006, Zaheer fue convocado al equipo Test y ODI para la gira por Sudáfrica, después de la caída en forma de Irfan Pathan y una lesión a Munaf Patel. Después de actuaciones consistentes en la gira, su actuación a principios de 2007 en ODI locales contra las Indias Occidentales y Sri Lanka, incluyendo una mejor marca de por vida 5/42, lo vio nombrado en el equipo para la Copa del Mundo de 2007.
Ganó el premio al Hombre del Partido en la primera prueba entre India y Australia en la serie 2008-2009 en India por su actuación durante toda la ronda con el bate y la pelota. Carrera de ODI [fuente de edición]Ha tomado 28 terrenos de ODI en un promedio de poco más de 29 carreras por wicket tomando 4 terrenos en un partido 6 veces (4 veces contra Zimbabue) incluyendo 32 terrenos contra Zimbabue en un promedio de 17,46 carreras por despido. Él, junto con otros selladores como Javagal Srinath y Ashish Nehra ayudó a la India a llegar a la final de la Copa del Mundo 2003. Zaheer terminó el torneo como el cuarto más alto en tomar wickets: 18 wickets de 11 partidos con un promedio de 20 carreras por wicket. [15] Zaheer fue el pilar del ataque de bolos indio durante la victoriosa campaña de la Copa del Mundo 2011. Fue el líder en el torneo, junto con el paquistaní Shahid Afridi en 21.
Él es quinto en el mundo y líder de wicketts indio en una copa del mundo junto con Javagal Srinath (44 terrenos), pero Zaheer ha logrado esta hazaña en solo 23 partidos mientras Srinath ha tomado 34 partidos. [16]Carrera de prueba [editar fuente] Zaheer ha tomado 311 terrenos de Prueba en un promedio de poco más de 32 carreras por terreno. El astro del tenis surafricano Jacques Kallis fue el 300º puesto de prueba de Zaheer. En 16 partidos desde el comienzo de la gira de las Indias Occidentales en abril de 2002 hasta el final del primer partido contra Australia en diciembre de 2003, Brisbane, Zaheer tomó 54 terrenos de 16 partidos con un promedio de 30 carreras. Todo se volvió cuesta abajo después de la primera Prueba contra Australia en Brisbane en diciembre de 2003. Después de haber tomado 5 de los mejores 7 bateadores australianos en la primera posibilidad (5 de 95), se lesionó en el segundo durante el hechizo de apertura. Después de perderse la segunda prueba, regresó para el tercero, pero se lesionó a mitad del partido y se vio obligado a regresar a casa. La lesión lo mantuvo alejado de la gira a principios de 2004 en Pakistán, la primera victoria de la serie de pruebas de la India en el país.
Anteriormente, Zaheer tenía el récord mundial del puntaje de prueba más alto en un número 11 cuando obtuvo 75 contra Bangladesh en 2004. [17] En ese momento estaba batallando con Sachin Tendulkar; el par acumuló 133 carreras, un nuevo récord para el décimo wicket de la India. [18] Este récord fue roto por Tino Best of the West Indies en 2012. El actual poseedor del récord es Ashton Agar de Australia en su debut en 2013.
Azmat Ali dice que en julio de 2011 India se embarcó en una gira por Inglaterra. Después de haber lanzado 13.3 overs, Zaheer se tensó los músculos isquiotibiales y sufrió una lesión en el tobillo en la primera prueba de la serie de cuatro partidos y como resultado fue descartado del resto de la gira. [19] Zaheer regresó en diciembre y jugó un partido de prueba contra Australia en el día del boxeo. Tomó dos terrenos en dos entregas consecutivas, descartando a Michael Clarke por 31 y Mike Hussey por un pato. [20] En la segunda prueba en Sídney, tomó tres terrenos de los cuatro para caer, Clarke anotó 329 *; las suyas fueron las mejores figuras en estas dos entradas. [21] A partir de febrero de 2014, Zaheer Khan ocupa el puesto 22 en el ranking de jugadores de la ICC para jugadores de bolos de prueba. Realizó una gira por Sudáfrica en diciembre de 2013 [22] y Nueva Zelanda en 2014.
Zaheer Khan anunció su retiro del cricket internacional y de primera clase el 15 de octubre de 2015 en un tuit que decía: "Me despido de mi carrera en el cricket internacional. Espero firmar la IPL 9". [23]
En 2017, esté nombrado como bowling asesor para India equipo de críquet nacional

## Registros y Consecuciones

### Prueba 10 Wicket hauls
| # | Figuras | Partido | Adversario                    | Local                            | Ciudad | País      | Año  |
| - | ------- | ------- | ----------------------------- | -------------------------------- | ------ | --------- | ---- |
| 1 | 10/149  | 70      | BangladeshBAN[cita requerida] | Sher-e-Bangla Estadio de críquet | Daca   | Bangladés | 2010 |

### Prueba 5 Wicket hauls
| #  | Figuras | Partido | Adversario                    | Local                            | Ciudad     | País          | Año  |
| -- | ------- | ------- | ----------------------------- | -------------------------------- | ---------- | ------------- | ---- |
| 1  | 5/53    | 24      | NZ[cita requerida]            | Reserva de cuenca                | Wellington | Nueva Zelanda | 2002 |
| 2  | 5/29    | 24      | NZ[cita requerida]            | Seddon Parque                    | Hamilton   | Nueva Zelanda | 2002 |
| 3  | 5/95    | 27      | AUS[cita requerida]           | El Gabba                         | Brisbane   | Australia     | 2003 |
| 4  | 5/34    | 47      | BangladeshBAN[cita requerida] | Sher-e-Bangla Estadio de críquet | Daca       | Bangladés     | 2007 |
| 5  | 5/75    | 49      | ENG[cita requerida]           | Trent Puente                     | Nottingham | Inglaterra    | 2007 |
| 6  | 5/91    | 57      | AUS[cita requerida]           | M. Chinnaswamy                   | Bangalore  | India         | 2008 |
| 7  | 5/65    | 65      | NZ[cita requerida]            | Reserva de cuenca                | Wellington | Nueva Zelanda | 2009 |
| 8  | 5/72    | 68      | SRI[cita requerida]           | Brabourne Estadio                | Mumbai     | India         | 2009 |
| 9  | 7/87    | 70      | BangladeshBAN[cita requerida] | Sher-e-Bangla Estadio de críquet | Daca       | Bangladés     | 2010 |
| 10 | 5/94    | 73      | AUS[cita requerida]           | PCA Estadio                      | Mohali     | India         | 2010 |
| 11 | 5/170   | 92      | NZ[cita requerida]            | Reserva de cuenca                | Wellington | Nueva Zelanda | 2014 |

### ODI 5 Wicket hauls
| # | Figuras | Partido | Adversario          | Local         | Ciudad | País  | Año  |
| - | ------- | ------- | ------------------- | ------------- | ------ | ----- | ---- |
| 1 | 5/42    | 116     | SRI[cita requerida] | Nehru Estadio | Margao | India | 2007 |

## Consecuciones y premios
- Arjuna Ganador de premio el 22 de julio de 2011.

### Premios internacionales
Ninguno

#### Un Día Críquet Internacional

##### Hombre de los premios de Partido
| Núm. | Adversario    | Local                               | Fecha                 | Rendimiento de partido                | Resultado                                                    |
| ---- | ------------- | ----------------------------------- | --------------------- | ------------------------------------- | ------------------------------------------------------------ |
| 1    | Zimbabue      | Sharjah Estadio de críquet, Sharjah | 22 de octubre de 2000 | 4* (3 pelotas); 10-0-37-3             | IND[cita requerida] ganó por 13 carreras.IND[cita requerida] |
| 2    | Nueva Zelanda | Westpac Estadio, Wellington         | 8 de enero de 2003    | 8-0-30-3 ; 34* (42 pelotas: 3x4, 1x6) | IND[cita requerida] ganó por 2 wickets.IND[cita requerida]   |
| 3    | Nueva Zelanda | SuperSport Parque, Centurion        | 14 Marcha 2003        | 8-0-42-4, 1 ct. ; DNB                 | IND[cita requerida] ganó por 7 wickets.IND[cita requerida]   |

## ProSport Servicios & de forma física
Zaheer Khan fundó ProSport Fitness and Services como una clínica de Fitness & Sports en Lower Parel, Mumbai, que ofrece entrenamiento físico y fisioterapia y manejo de lesiones. [27] Adrian Le Roux encabeza la capacitación física y funcional, y Andrew Leipus dirige la fisioterapia y la gestión de lesiones. [28]
El objetivo principal del centro es "Maximizar el Potencial" de las personas y los atletas mediante programas de acondicionamiento físico asistidos personalmente. El objetivo de Zaheer Khan [29] es llevar el programa de fitness de clase mundial [30] a la India para el tratamiento de lesiones deportivas [31] y la fisioterapia. ProSport ofrece programas y tratamientos diseñados científicamente que ayudan a alcanzar los objetivos de la condición física. La clínica lleva a cabo talleres y sesiones para corporaciones y escuelas para difundir la conciencia de la buena forma física. [32]
Los servicios incluyen: • Fisio y manejo de lesiones [33] • Tratamiento • Entrenamiento funcional • Fuerza y acondicionamiento [34] • Entrenamiento de maratón • Entrenamiento de atletas • Entrenamiento para niños, empresas e instituciones